# Jeu de rôle en France

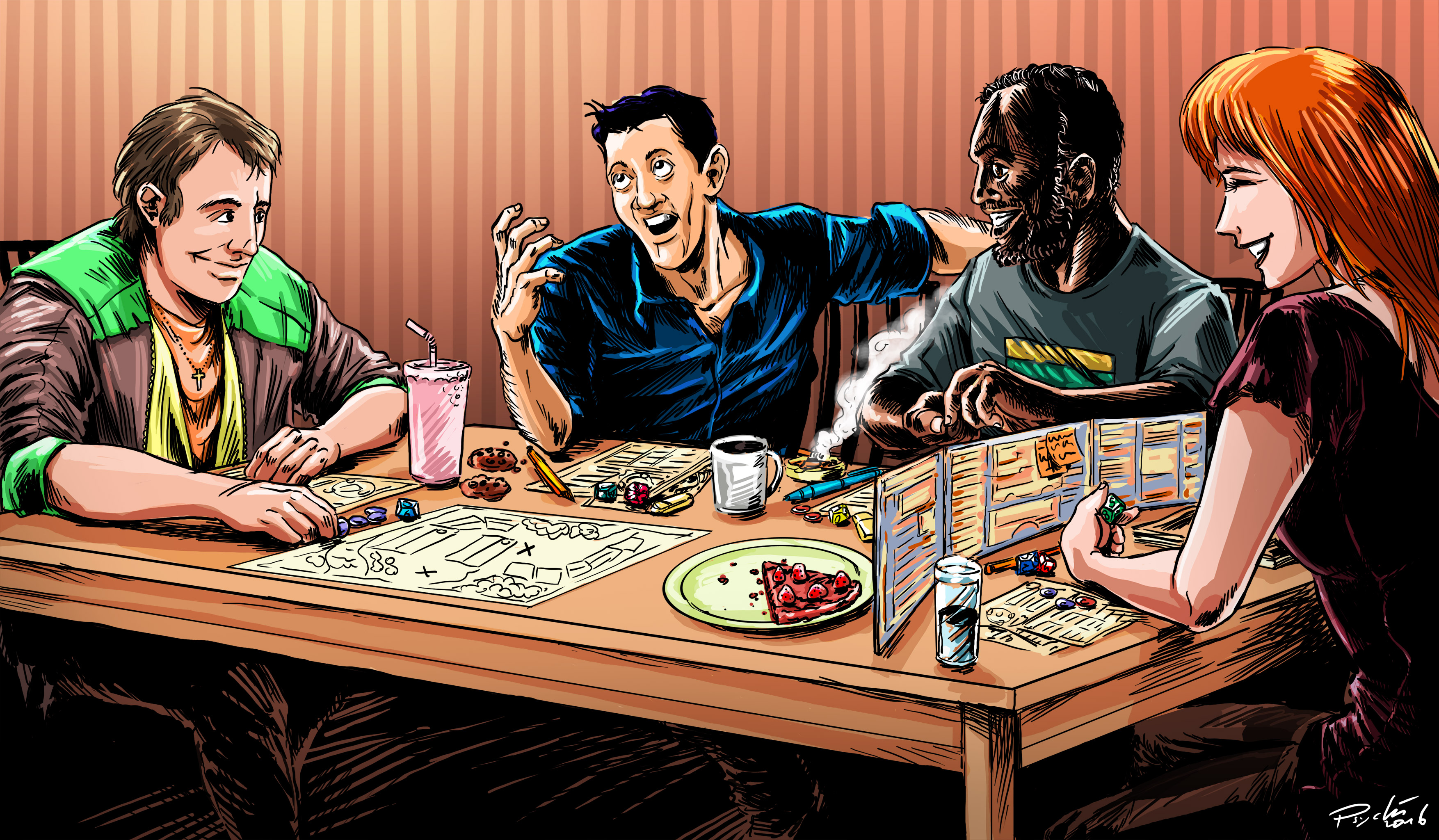
Quatre joueurs jouant à un jeu de rôle autour d'une table.

En France, l'émergence du jeu de rôle sur table commence à la fin des années 1970 et au début des années 1980. La pratique de ce loisir a connu ensuite un fort succès jusqu'au début des années 1990, avec de nombreuses associations de joueurs, traductions de jeux anglo-saxons et créations d'auteurs français.
Depuis les années 2010, ce loisir fait l’objet d’études plus poussées par des chercheurs universitaires francophones, avec tenue de colloques.

## Histoire

### Associations et clubs
Le premier club de jeu de rôle est créé à l'automne 1978 à Saint-Rémy-lès-Chevreuse. D'autres clubs se créent en région parisienne à la même époque : à l'ENS Ulm, AJT (rue de Charonne), Anti-Mythes (avenue Foch), club loisir Dauphine ; des clubs se créent également assez tôt dans le milieu estudiantin toulousain (club de Sup Aéro, club du Mirail, association Atoll).
Depuis les années 1990, la Fédération française de jeux de rôle, puis dans les années 2010 Le Thiase, proposent un annuaire des associations de jeu de rôle qui recense plus de 500 organisations en France en 2018.

### Boutiques spécialisées
Les boutiques spécialisées furent des relais importants pour la distribution des produits et pour la socialisation autour du jeu de rôle sur table, surtout dans les années 1980 et 1990, avant l'arrivée d'internet.
À Paris, la première boutique spécialisée a été créée dans les bureaux (avec vitrine) du cabinet de conseil d'un anglais Peter Watts (derrière la gare du nord rue de l'Aqueduc). Quelques mois plus tard, en 1977, L'Œuf cube est créé par un Suisse, Claude Laubert ; la boutique se situe rue Linné à Paris juste à côté de la faculté de Jussieu. Les deux boutiques ont participé à la diffusion des jeux de rôle en France, notamment grâce à la vente par correspondance.
En 1978, Peter Watts et Excelsior Publications (Science et Vie) fondent la société Jeux Descartes Sarl par 50/50 ;  le 1er magasin de Jeux Descartes s'installe rue des Écoles à Paris. En plus des casse-tête et des jeux de guerre traditionnellement distribués par les boutiques de jeux, Jeux Descartes se met assez  tôt à vendre le premier Donjons et Dragons version US avec 18 pages des règles traduite en français (sans les tableaux). L'Œuf Cube suit très rapidement. Jeux Descartes crée ensuite un réseau, les « Relais Descartes », qui distribue des jeux de guerre, des jeux de réflexion et des jeux de rôle dans divers magasins de jeux sur le territoire français. Certains étaient des filiales d'autres des franchises.

### Conventions
En 1983, le club de simulation de l’école d’ingénieurs SupAéro organise la première convention de jeu de rôle, sous la forme d’un tournoi de Donjons & Dragons, à Toulouse.
En 2018, plus de 80 conventions & festivals, dédiés au jeu de rôle ou avec un segment consacré à ce loisir, sont recensés dans l’espace francophone.

### Périodiques

#### Magazines professionnels
Le premier magazine consacré aux jeux de rôle (et aux jeux de guerre), Casus Belli, créé par François Marcela-Froideval, paraît en 1980, repris très rapidement par Excelsior Publications (Science et Vie) d’abord distribué par abonnement puis à partir de 1986 en kiosques et librairies. Après plusieurs époques de troubles et plusieurs incarnations, le magazine est toujours distribué, par abonnement et dans les boutiques de jeu, en 2024.
Suivent Runes (1983 à 1985, 10 numéros), Dragon Radieux (1985 à 1990, 23 numéros), Chroniques d'outre-monde (1986 à 1993, 25 numéros), Graal (1987 à 1990, 26 numéros et 4 hors-série), Role mag' (1990 à 1991, 9 numéros), Backstab (1997-2005, 52 numéros) ou encore Di6dent (2010 à 2017, 16 numéros).
Dragon magazine, revue officielle du jeu de rôle Donjons et Dragons d'origine américaine, est publié en français entre 1991 et 1999, puis sous les noms de Multimondes de 1999 à 2000 et de D20 Magazine de 2001 à 2005.

#### Fanzines
De nombreux fanzines sont édités par des amateurs, comme Le Farfadet (1986, 6 numéros), Cent prétentions (1993, 9 numéros) ou Le Grimoire (1992 à 2004, 20 numéros), parmi plus de 400 titres de fanzines et prozines recensés en 2018 par le Wiki des fanzines francophones de jeu de rôles.

### Jeux

#### Traductions en français
La première traduction officieuse des règles de Donjons et Dragons apparait fin 1979 début 1980 (sans traduction des tableaux) ; elle est fournie par Jeux Descartes lors de l'achat du jeu américain en langue anglaise,. La première traduction officielle est publiée en 1983.
À la suite d'un échec pour devenir distributeur de Donjons et Dragons, Excelsior Publications / Jeux Descartes fait publier L'Appel de Cthulhu dans un Hors-Série de Science et Vie. En 1984, alors que ce jeu n'a eu que peu de succès aux États-Unis, sa version française obtient un large succès. Les joueurs ne tiennent pas à leurs personnages sur le long terme, font une enquête le temps d'une soirée, le tout baignant dans l'atmosphère des romans d'horreur de H. P. Lovecraft. L'Appel de Cthulhu prend le contre-pied de tous les principes du genre établis par Donjons et Dragons.
L'éditeur Folio Junior, qui commercialise la collection de livres-jeux Un Livre dont Vous êtes le Héros publie également des jeux de rôle au format poche : L'Œil noir (1985), Pendragon (1986) et Les Terres de Légende (1989) ; dans le cas de L'Œil noir et de Pendragon, les livres sont dans une boîte plastique reprenant l'apparence d'un Livre dont Vous êtes le Héros géant.

#### Créations françaises
En 1983 paraît le premier jeu de rôle français : L'Ultime Épreuve. D'autres jeux français suivent, en particulier Légendes (1983), Mega (1984), Empire galactique (1984), Maléfices (1984), Rêve de dragon (1985), La Compagnie des glaces (1986) ou Hurlements (1989).
Cette époque voit aussi la création de petites maisons d'édition comme la société Siroz. Cette dernière publie des auteurs prolifiques comme Croc et Matias Twardowski, et est à l'origine du célèbre Bitume (1986, univers post-apocalyptique inspiré de Mad Max), de la gamme Universom (1987), de Zone (1988), Ahtanor (1989), Heavy Metal (1991, où il est possible d'incarner un robot Terminator dans un univers au futur alternatif), ou encore Bloodlust (1991).
Alors que les jeux sont présentés initialement sous forme de boîtes contenant des livrets et divers accessoires (dés, crayons, feuilles de personnages), de nouvelle formes de publication apparaissent : le jeu de rôle Mega est publié sous la forme d'un hors-série du magazine Jeux & Stratégie (1984) ; il est vendu en kiosque et la diffusion est un succès surprise avec 60 000 exemplaires. SimulacreS (1986) est initialement publié à compte d'auteur puis en tant que supplément à une bande dessinée (La Fleur de l'Asiamar, Arno et Jodorowsky) avant d'être publié sous forme de hors-série du journal Casus Belli (1988). Les jeux de François Nedelec, Empire galactique (1984) et Avant Charlemagne (1986), paraissent chez Robert Laffont au même format que des romans.

#### Jeux français traduits à l'étranger
Certains jeux de création française ont été traduits en diverses langues, comme In Nomine Satanis - Magna Veritas (1990) qui a été traduit en allemand en 1993, en espagnol en 1994, en polonais en 1998 (In Nomine Magnae Veritatis), et adapté en anglais en 1997 (In Nomine) ; SimulacreS (1986) traduit en italien en 1993 (Simulacri, Il gioco di ruolo poliedrico) ; Rêve de Dragon (1985) traduit en anglais Rêve : the Dream Ouroboros en 2002,  Nephilim (1992) traduit en anglais en 1994 ; ou encore le jeu de rôle amateur René (2000), traduit en anglais en 2001 (Wuthering Heights Roleplay).

### La stigmatisation médiatique
La pratique du jeu de rôle sur table en France est l'objet d'accusations graves (troubles psychiatriques, suicides, meurtres) au milieu des années 1990, à travers une crise médiatique qui conduit à la fermeture de nombreux clubs et marque toute une génération de joueurs,.
À la suite de l'enquête sur l'affaire de la profanation du cimetière juif de Carpentras (mai 1990), un lien a été établi (à tort) dans les médias entre le jeu de rôle et ce crime. Dès lors il se développe une stigmatisation du milieu rôliste, étiqueté par les médias comme un rassemblement de personnes déviantes, voire dangereuses ou à tendance morbide, soutenue ultérieurement par d'autres interprétations médiatiques de faits divers tragiques. Ces accusations sont notamment relayées dans les émissions télévisées Témoin n°1 (mai 1994), Zone interdite (novembre 1994), et Bas les masques (octobre 1995), qui représente le point culminant de ces attaques en France.
Le milieu n'étant pas structuré et n'ayant pas fait l'objet d'études scientifiques à cette époque, « aucun interlocuteur d'envergure nationale n'existe pour répondre, tant aux journalistes qu'au grand public ».
En réponse, une Fédération française de jeux de rôle est créée en 1996 avec dans ses statuts l'objectif spécifique de défendre le jeu de rôle et le premier ouvrage sérieux et dépassionné, abordant la dualité catharsis/criminogène, est publié en 1997.

## Rôlistes français célèbres

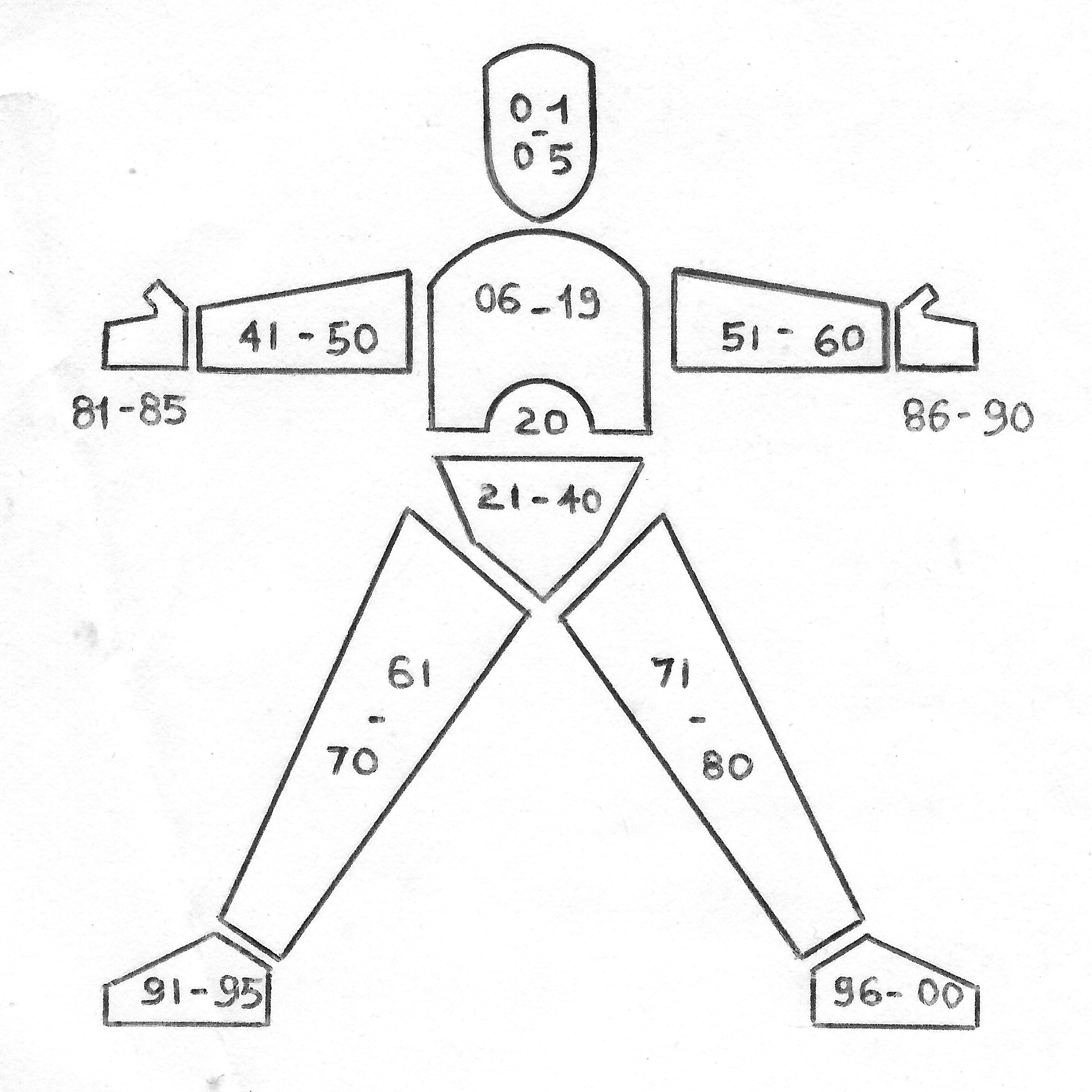
Silhouette pour jeu de rôle figurant les zones du corps susceptibles de subir une blessure selon le résultat du lancer d'un dé de pourcentage (d100).

- Alexandre Astier (1974-), humoriste, réalisateur et comédien[21] ;
- Julien Aubert (1978-), député français Les Républicains du Vaucluse[22] ;
- Pénélope Bagieu (1982-), illustratrice et dessinatrice de bande dessinée[23] ;
- Vincent Blanchard, conservateur au département des antiquités orientales du musée du Louvre[24],[25] ;
- Boulet (1975-), blogueur et auteur de bandes dessinées[26] ;
- Éric Bourgier (1975-), scénariste et illustrateur de bande dessinée[27] ;
- Fabien Cerutti (1968-), romancier[28],[29],[30] ;
- Alain Chabat (1958-), humoriste, comédien, réalisateur, scénariste et producteur de cinéma[31] ;
- Maxime Chattam (1976-), écrivain français[32] ;
- Fabien Clavel (1978-), écrivain français[33],[34] ;
- Fabrice Colin (1972-), écrivain et journaliste français[35] ;
- Lionel Davoust (1978-), écrivain français[36] ;
- André Deho Neves (1965[37]-2019), metteur en scène[38] ;
- Jean-Laurent Del Socorro (1977-), écrivain français ;
- Stéphane Dovert (1966-), haut fonctionnaire et spécialiste de l'Asie du Sud-Est[39]
- Laurent Fétis, écrivain[réf. nécessaire] ;
- Alexis Flamand (1970-), écrivain français[40] ;
- Mathieu Gaborit (1972-), écrivain français[41] ;
- Julie Gayet (1972-), actrice et productrice de cinéma française[42] ;
- Hub (1969-), auteur de bandes dessinées[43],[44] ;
- Jean-Philippe Jaworski (1969-), romancier français[45] ;
- Alexandre Joly (1977-), professeur des écoles, chanteur ;
- Lionel Jospin (1937-), homme d'État français[46],[47] ;
- Kris (1972-), scénariste de bande dessinée[48] ;
- Christian Lehmann (1958-), médecin et écrivain français[31] ;
- François Marcela-Froideval (1958–2025), scénariste de bandes dessinées et de jeux vidéo ;
- Julien Neel (1976-), auteur de bande dessinée[49] ;
- Vanya Peirani-Vignes, réalisateur et scénariste français[réf. nécessaire] ;
- Joann Sfar (1971-), auteur de bandes dessinées, romancier et réalisateur de cinéma[50],[51] ;
- Emily Tibbats (1976-), réalisatrice de courts-métrage, essayiste spécialisée dans les tueurs en série[52] ;
- Bernard Werber (1961-), romancier[53].